# 高谷あずさ
高谷 あずさ（たかや あずさ、1991年3月24日 - ）はクラージュに所属していた元タレント。茨城県出身。
特技は、歌とアルトサックス。その特技を見込まれてか、2008年3月公開の映画『ブラブラバンバン』にサブキャラとして出演した。

## 出演

### テレビ番組
- ごくせん（2008年6月28日放送）
- ランク王国（2008年8月16日放送）
- 芸能界特別授業! 私はこうして生き残りました!（2008年9月10日放送、TBS系列）

### 映画
- ブラブラバンバン（2008年3月） - 根戸ヶ谷吹奏楽部部員役

### DVD
1. High School Girl（2008年7月、スパイスビジュアル） ※サンプル動画
2. ピーチ!コレクション（2008年11月、イーネット・フロンティア）
3. キラキラ卒業（2009年3月、イーネット・フロンティア）

### デジタル写真集
- 高谷あずさデジタル写真集 「独占！あずさの制服ショット」（アスペクトデジタルメディア）

### 雑誌
- CAPA8月号（2008年、学研）
- ニコンD700スーパーブック（2008年、学研）

### 舞台
- スコール～洗濯物とスケッチブックと教師～（2007年）

### その他
- 日刊ゲンダイ第9460号（2008年3月11日、日刊現代）、p.3